# Das gelbe Haus des King-Fu
Pour plus de détails, voir Fiche technique et Distribution.
Das gelbe Haus des King-Fu (titre français : La Maison jaune) est un film franco-allemand réalisé par Karl Grune, sorti en 1931.
Il s'agit de la version allemande de La Maison jaune de Rio,. Ils sont l'adaptation de la pièce Das gelbe Haus von Rio de Josef M. Velter.

## Synopsis
Un mystérieux tueur est en liberté dans la ville, il a assassiné plusieurs femmes. De nombreux indices mènent vers un certain King-Fu que la police suspecte fortement. Par ailleurs, une petite compagnie de théâtre en assez mauvaise situation financière, invite un spectateur. Le directeur de la petite troupe est ravi quand un certain Cyrill Scalpa offre ses services pour la pièce. La pièce colle à l'actualité, le public vient. Scalpa veut absolument le premier rôle, mais il appartient à l'acteur Smell. Smell sait que Scalpa se rapproche d'Anita, une danseuse, sa partenaire sur scène ; la compétition devient aussi amoureuse.
Scalpa a une idée "lumineuse" pour montrer à Smell qu'il vaut mieux que lui. Il "soustrait" un soir Anita avec le masque de King-Fu et lui fait croire qu'elle est menacée de mort. Smell est aussi entre les mains de King-Fu, après que Scalpa l'a attiré dans une maison, maîtrisé et attaché. Il voit la façon dont danse Anita devant King-Fu, laissant croire qu'elle a bu un thé empoisonné. Smell pousse des cris d'horreur. Scalpa retire le masque de King-Fu, pousse un rire effrayant et leur demande : "Alors, ne suis-je pas un bon acteur ?"
Cette scène étrange enfièvre le directeur du théâtre qui demande qu'elle soit reprise dans la pièce. Mais avant que l'auteur puisse adapter la scène, il se retrouve cerné dans sa loge par les complices du tueur. La véritable King-Fu vient sur la scène, alors que tout le monde croit que c'est Scalpa. Il veut tuer Anita en plein cœur du spectacle. Mais Anita se rend compte que ce n'est pas Scalpa et fuit. Elle raconte à Carolina, une autre actrice, qui appelle la police. Quand la police arrive, l'aura de King-Fu a saisi le public de sorte qu'il parvient à poursuivre Anita. Il retourne chez lui, dans la maison jaune, et veut commettre son meurtre sur Anita. Alors qu'il se penche sur le cou de la jeune femme, la police prend d'assaut la maison et arrête la bande.

## Fiche technique
- Titre : Das gelbe Haus des King-Fu
- Réalisation : Karl Grune
- Scénario : Egon Eis, Rudolf Katscher
- Musique : Friedrich Hollaender, Rolf Marbot, Werner Schmidt-Boelcke (de)
- Direction artistique : Otto Erdmann, Hans Sohnle (de)
- Photographie : Werner Brandes (de)
- Son : Dr. Wiedermann
- Montage : Wolfgang Loë-Bagier (de)
- Société de production : Emelka, Pathé
- Société de distribution : Bayerische Filmgesellschaft
- Pays d'origine : Allemagne  République de Weimar,  France
- Langue : allemand
- Format : Noir et blanc - 1,20:1 - Mono - 35 mm
- Genre : Policier
- Durée : 90 minutes
- Dates de sortie :
  - Allemagne  République de Weimar : 17 avril 1931.
  - France : 22 mai 1931[1].

## Distribution
- Gustav Diessl : Cyrill Scalpa/King-Fu
- Karl Günther : Smell
- Charlotte Susa : Anita
- Carla Gidt : Carlotta
- Willy Prager : le directeur du théâtre
- Paul Graetz : le flegmatique
- Charles Puffy : l'enthousiaste

## Source de la traduction
- (de) Cet article est partiellement ou en totalité issu de l’article de Wikipédia en allemand intitulé « Das gelbe Haus des King-Fu » (voir la liste des auteurs).